# Botlikh
Cet article concerne la langue botlikh. Pour le village éponymes, voir Botlikh (Daguestan).
Le botlikh (en botlikh буйхaлъи мицIцIи ou буйхaдaлъи мицIцIи) est une langue caucasienne qui fait partie du groupe des langues avaro-andi, de la famille des langues nakho-daghestaniennes.
Le botlikh est parlé dans le rayon du même nom de la République du Daghestan par environ 3 000 personnes. La langue n'est pas écrite. Les Botlikhs (en) utilisent aussi le russe et sont bilingues avec l'avar.

## Dialectes
Il existe deux formes de botlikh, correspondant aux deux villages où l'on le parle. Ce sont le dialecte de Botlikh proprement dit, dans la langue « Bujχe », et celui de miarsu, « Kilu ».

## Phonologie

### Système vocalique
- Le botlikh possède cinq voyelles orales : [a] [e] [i] [o][u].
- Les voyelles orales ont des équivalents nasalisés : [ã] [ẽ] [ĩ] [õ] [ũ][1].